# Haim Louk
Haim Louk (in arabo حاييم لوك‎?; in ebraico חיים לוק‎?; Casablanca, 1942) è un rabbino e cantante marocchino naturalizzato israeliano.

## Biografia
Nato a Casablanca da famiglia ebraica marocchina, perse il padre all'età di quattro anni. All'età di dieci anni, divenne discepolo del rabbino David Bouzaglo, noto come uno dei più grandi cantori marocchini. La sua voce venne notata nei canti in sinagoga. Studiò in una yeshiva a Tangeri ed in seguito a Londra. Nel 1964 emigrò in Israele insieme alla famiglia. Nel 1987 si trasferì a Los Angeles, dove rimase fino al 2004.

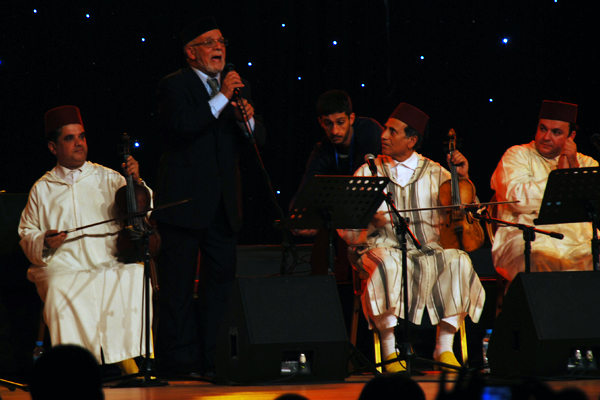
Haïm Louk e l'orchestra Hadj Abdelkrim Raiss a Essaouira, 2008